# Oncostoma
Oncostoma é um género de ave da família Tyrannidae. 
Este género contém as seguintes espécies:
- Oncostoma cinereigulare
- Oncostoma olivaceum